# Pseudamnicola raddei
Pseudamnicola raddei is een slakkensoort uit de familie van de Hydrobiidae. De wetenschappelijke naam van de soort is voor het eerst geldig gepubliceerd in 1889 door Boettger.